# DFW C.V
Le DFW C.V est un biplan allemand de la Première Guerre mondiale.
Nombre d'appareils furent construits sous licence par Aviatik et nommés Aviatik C.VI.